# كيريموس (كولومبيا البريطانية)
كيريموس (بالإنجليزية: Keremeos)‏ هي مستوطنة تقع في كندا في أوكاناغان-سيميلكامين دي (كولومبيا البريطانية). يقدر عدد سكانها بـ 1,330 نسمة ومساحتها 2.11 كم2 وترتفع عن سطح البحر 365 متر.

## المناخ
يظهر الجدول التالي التغييرات المناخية على مدار السنة لكيريموس:
| البيانات المناخية لـكيريموس        | البيانات المناخية لـكيريموس | البيانات المناخية لـكيريموس | البيانات المناخية لـكيريموس | البيانات المناخية لـكيريموس | البيانات المناخية لـكيريموس | البيانات المناخية لـكيريموس | البيانات المناخية لـكيريموس | البيانات المناخية لـكيريموس | البيانات المناخية لـكيريموس | البيانات المناخية لـكيريموس | البيانات المناخية لـكيريموس | البيانات المناخية لـكيريموس | البيانات المناخية لـكيريموس |
| الشهر                              | يناير                       | فبراير                      | مارس                        | أبريل                       | مايو                        | يونيو                       | يوليو                       | أغسطس                       | سبتمبر                      | أكتوبر                      | نوفمبر                      | ديسمبر                      | المعدل السنوي               |
| ---------------------------------- | --------------------------- | --------------------------- | --------------------------- | --------------------------- | --------------------------- | --------------------------- | --------------------------- | --------------------------- | --------------------------- | --------------------------- | --------------------------- | --------------------------- | --------------------------- |
| الدرجة القصوى °م (°ف)              | 13.0 (55.4)                 | 16.5 (61.7)                 | 26.0 (78.8)                 | 31.0 (87.8)                 | 36.5 (97.7)                 | 38.0 (100.4)                | 39.5 (103.1)                | 37.5 (99.5)                 | 36.0 (96.8)                 | 28.5 (83.3)                 | 18.0 (64.4)                 | 13.0 (55.4)                 | 39.5 (103.1)                |
| متوسط درجة الحرارة الكبرى °م (°ف)  | 1.1 (34.0)                  | 5.3 (41.5)                  | 12.0 (53.6)                 | 17.0 (62.6)                 | 21.2 (70.2)                 | 24.8 (76.6)                 | 28.2 (82.8)                 | 28.6 (83.5)                 | 23.7 (74.7)                 | 15.2 (59.4)                 | 6.1 (43.0)                  | 0.2 (32.4)                  | 15.3 (59.5)                 |
| المتوسط اليومي °م (°ف)             | −2.0 (28.4)                 | 1.0 (33.8)                  | 6.1 (43.0)                  | 10.3 (50.5)                 | 14.4 (57.9)                 | 18.0 (64.4)                 | 20.9 (69.6)                 | 20.9 (69.6)                 | 16.2 (61.2)                 | 9.3 (48.7)                  | 2.5 (36.5)                  | −2.8 (27.0)                 | 9.6 (49.3)                  |
| متوسط درجة الحرارة الصغرى °م (°ف)  | −5.1 (22.8)                 | −3.4 (25.9)                 | 0.2 (32.4)                  | 3.5 (38.3)                  | 7.5 (45.5)                  | 11.1 (52.0)                 | 13.5 (56.3)                 | 13.1 (55.6)                 | 8.6 (47.5)                  | 3.4 (38.1)                  | −1.2 (29.8)                 | −5.7 (21.7)                 | 3.8 (38.8)                  |
| أدنى درجة حرارة °م (°ف)            | −25.0 (−13.0)               | −22.0 (−7.6)                | −14.5 (5.9)                 | −4.5 (23.9)                 | −2.0 (28.4)                 | 2.0 (35.6)                  | 5.0 (41.0)                  | 4.0 (39.2)                  | −2.5 (27.5)                 | −14.0 (6.8)                 | −24.5 (−12.1)               | −26.0 (−14.8)               | −26.0 (−14.8)               |
| الهطول مم (إنش)                    | 31.8 (1.25)                 | 22.8 (0.90)                 | 19.5 (0.77)                 | 21.8 (0.86)                 | 33.8 (1.33)                 | 39.5 (1.56)                 | 29.7 (1.17)                 | 24.8 (0.98)                 | 14.6 (0.57)                 | 19.0 (0.75)                 | 31.8 (1.25)                 | 36.5 (1.44)                 | 325.4 (12.81)               |
| معدل هطول الأمطار مم (إنش)         | 10.5 (0.41)                 | 13.0 (0.51)                 | 18.2 (0.72)                 | 21.8 (0.86)                 | 33.8 (1.33)                 | 39.5 (1.56)                 | 29.7 (1.17)                 | 24.8 (0.98)                 | 14.6 (0.57)                 | 18.6 (0.73)                 | 22.5 (0.89)                 | 9.6 (0.38)                  | 256.6 (10.10)               |
| متوسط تساقط الثلوج سم (إنش)        | 21.3 (8.4)                  | 9.8 (3.9)                   | 1.3 (0.5)                   | 0.0 (0.0)                   | 0.0 (0.0)                   | 0.0 (0.0)                   | 0.0 (0.0)                   | 0.0 (0.0)                   | 0.0 (0.0)                   | 0.3 (0.1)                   | 9.3 (3.7)                   | 26.9 (10.6)                 | 68.9 (27.1)                 |
| متوسط أيام هطول الأمطار (≥ 0.2 mm) | 9.3                         | 8.5                         | 8.8                         | 8.6                         | 10.3                        | 10.5                        | 8.3                         | 7.3                         | 5.7                         | 7.7                         | 11.1                        | 10.8                        | 106.7                       |
| متوسط الأيام الممطرة (≥ 0.2 mm)    | 4.5                         | 6.2                         | 8.3                         | 8.6                         | 10.3                        | 10.5                        | 8.3                         | 7.3                         | 5.7                         | 7.6                         | 9.2                         | 3.9                         | 90.4                        |
| متوسط الأيام المثلجة (≥ 0.2 cm)    | 5.2                         | 2.5                         | 0.9                         | 0.0                         | 0.0                         | 0.0                         | 0.0                         | 0.0                         | 0.0                         | 0.2                         | 2.6                         | 7.6                         | 18.9                        |
| المصدر: Environment Canada         |                             |                             |                             |                             |                             |                             |                             |                             |                             |                             |                             |                             |                             |